# Wiener Planungswerkstatt

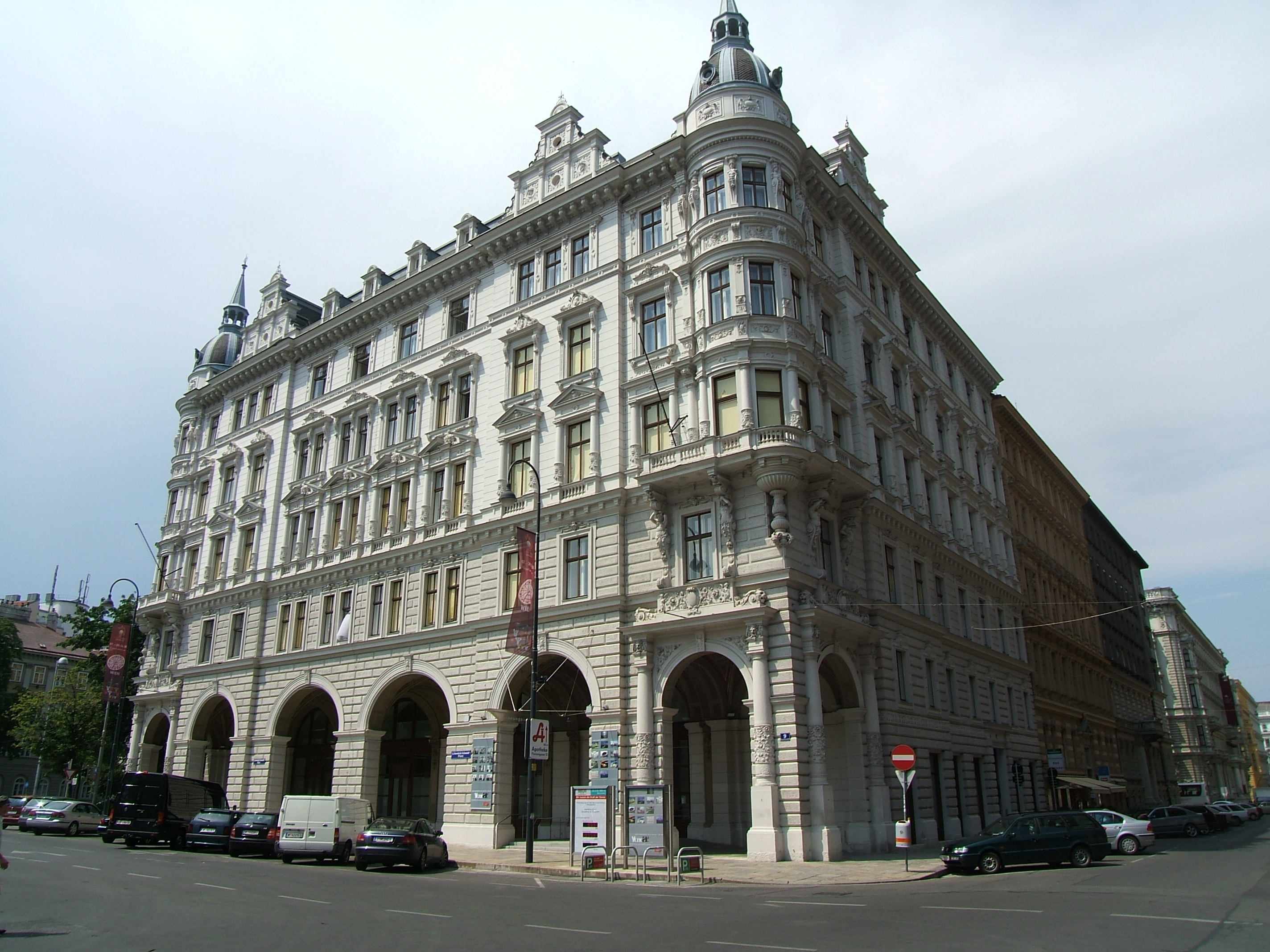
Die Wiener Planungswerkstatt befindet sich im Palais Obentraut.

Die Wiener Planungswerkstatt (WPW) ist ein Ausstellungs- und Informationszentrum der Wiener Stadtverwaltung, das Architektur und Urbanistik zum Thema hat.

## Geschichte
Schon in den 1970er und 1980er Jahren wurde in der Geschäftsgruppe des Wiener Magistrates, die für die Stadtplanung zuständig war, ergänzend zum Presse- und Informationsdienst der Stadt Wien fachliche Öffentlichkeitsarbeit betrieben. Den Medien dieser Zeit entsprechend wurden Ausstellungen und Publikationen erstellt. Ende 1988 wurde die fachliche Öffentlichkeitsarbeit als eigene Gruppe in der Magistratsabteilung 18 (MA 18 Öffentlichkeitsarbeit und Wissensmanagement) verankert. In diese Zeit fällt auch die Gründung der Wiener Planungswerkstatt.
Viele Ausstellungen und Präsentationen zu Stadtplanungsfragen werden ebenso wie internationale Beiträge gezeigt, die im Durchschnitt von ca. 2.000 Personen pro Thema besucht wurden und werden.
2007 wurde der Ausstellungsbetrieb grundsätzlich geändert. Statt vielen kleinen und von der Laufzeit her kurzen Ausstellungen werden nun jährlich große Schwerpunktausstellungen präsentiert. Diese werden jeweils ergänzt durch ein umfassendes und zum Teil interaktives Rahmenprogramm mit fachbezogenen Symposien und Tagungen.
Das Gebäude, in dem die Wiener Planungswerkstatt untergebracht ist, das Palais Obentraut, ist ein Amtshauskomplex am Friedrich-Schmidt-Platz, unmittelbar hinter dem Wiener Rathaus. Es gehört zum Ensemble der Arkadenhäuser um das Wiener Rathaus, ist UNESCO-Weltkulturerbe (Historisches Zentrum von Wien) und steht unter Denkmalschutz.

## Ausstellungen
Auswahl wichtiger Ereignisse:
- Architektur aus Graz (1989)
- Schutzzonen in Wien (1992)
- Radverkehr (2000)
- Bericht aus der Planungswerkstatt (Schwerpunkte der Stadtentwicklung, Stadtentwicklungsbericht 2000, Vorstellung  Wiener Strategieplan[3])[4]
- Frauen in der Technik 1900–2000 (2000)
- Wien – Stadtbildveränderungen seit 1945 (2002)
- Barrierefreie Stadt (2003)
- draufsetzen! (Perspektiven des Dachausbaus, 2004)
Architekturjahr Wien 2005:
- SENSAI (zeitgenössische japanische Architektur, 2005 – EU-Jahr in Japan)[5][6]
- EUROPAN 8 (EUROPAN – Europäischer Wettbewerb zum Urbanismus und Wohnbau, 2005)[7][8]
- Wien, Weltkulturerbe und zeitgenössische Architektur (2005)[9] mit Sonderausstellung Villa Tugendhat Brünn[10]
- Flugfeld Aspern (2006)
Neues Ausstellungskonzept nach der Renovierung 2007:
- Europaregion – Menschen in Centrope (2008)[11]
- Wien wächst – Die 13 Zielgebiete der Stadtentwicklung (13. Januar – 27. März 2009)[12]
- In Zukunft Stadt – In Zukunft Wien (15. September – 11. Dezember 2009)[13]